# جمی
جمی، روستایی از توابع بخش مرکزی شهرستان بجنورد در استان خراسان شمالی ایران در ۲۴ کیلومتری جنوب شرقی بجنورد است. 

## جمعیت
این روستا در دهستان باباامان قرار دارد و براساس سرشماری مرکز آمار ایران در سال ۱۳۹۵، جمعیت آن ۱۶۹۷ نفر (۴۲۵ خانوار) بوده‌است.

## زبان
مردم این روستا کرد هستند و به زبان کردی حرف می زنند.